# Phiala punctilinea
Phiala punctilinea är en fjärilsart som beskrevs av Walker. Phiala punctilinea ingår i släktet Phiala och familjen Eupterotidae. Inga underarter finns listade i Catalogue of Life.